# Ivan Navratil
Ivan Navratil, slovenski jezikoslovec, narodopisec in urednik, * 5. marec 1825, Metlika, † 28. november 1896, Dunaj.

## Življenje in delo
Po očetu je bil češkega rodu, mati je bila Belokranjka iz Rosalnic. Obiskoval je metliško 2. razrednico, v kateri je gospodovala nemščina, 3 razrede osnovne šole in 6 razredov gimnazije je dokončal v Novem mestu, (1843), končal filozofski licej v Ljubljani (1845), nato nekaj časa študiral teologijo, nato je od 1846 služboval v Ljubljani pri cesarsko kraljevi dohodninski okrajni oblasti, od 1847 pri deželnem sodišču, postal marca 1851 nižji uradnik in prevajalec pri najvišjem sodišču na Dunaju, bil tolmač za slovenščino in srbohrvaščino ter tu napredoval do načelnika pomožnih uradov.
V Ljubljani je ustanovil in urejal mladinski poučni in leposlovni tednik Vedež (1848-1850), na Dunaju je sodeloval s M. Cigaletom in F. Miklošičem pri prevajanju pravne terminologije, Miklošiču je pomagal tudi pri sestavljanju slovenskih beril za višje razrede gimnazije. Proučevanja o rabi slovenskih dovršnih in nedovršnih glagolov je objavil v knjigi Beitrag zum Studium des slavischen Zeitwortes aller Dialekte, insbesondere über den Gebrauch u. die Bedeutung der Zeitformen in Vergleichung mit der classishen und modernen Sprachen (1856).
Nabiral je jezikovno in etnološko gradivo, posebej iz Bele krajine ter svoja spoznanja primerjal in razlagal s pojavi od drugod. Tako je med drugim v Letopisu Matice slovenske (1855-1888, 1890, 1892, 1894, 1896) objavljal obširno monografijsko razpravo Slovenske národne vraže in prazne vere, primerjane z drugimi slovenskimi in neslovenskimi. Pisal je tudi o aktualnih političnih temah. Posebno znan pa je njegov spis o življenju in delu J. Kopitarja. Ves čas pa si je tudi prizadeval za uveljavitev slovenskega knjižnega jezika v 2. polovici 19. stoletja.
Letošnjo leto 2025 bodo v metliški Ljudski knjižnici obeležili Navratilovo leto, ki so ga metliški občinski svetniki razglasili ob koncu lanskega leta.  Metličani bodo poskusili najti njegov grob na Dunaju.